# Henri Gatien Bertrand

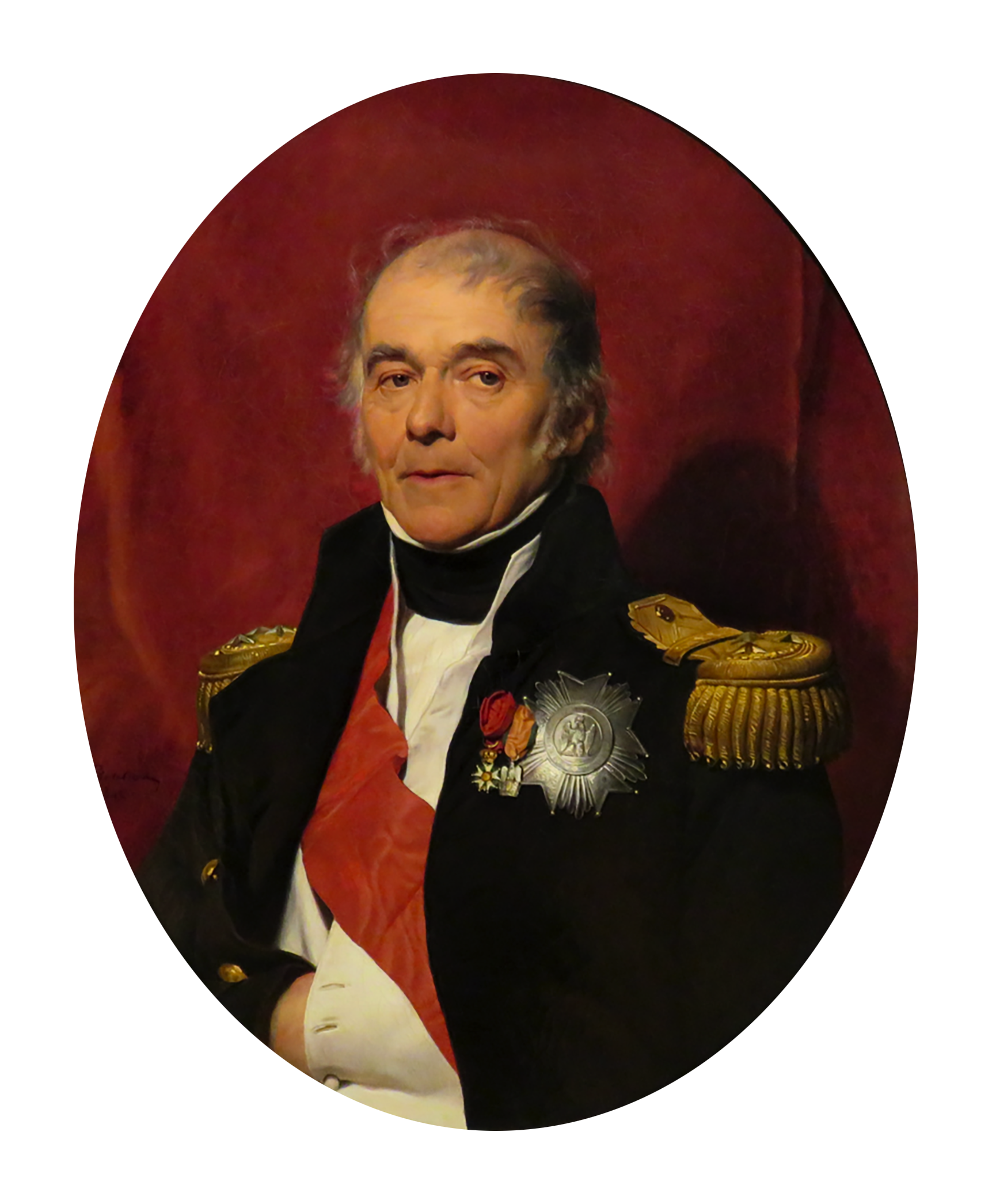
Henri Bertrand (1773-1844)

Henri-Gatien, Bá tước Bertrand (28 tháng Ba 1773 – 31 tháng 1 năm 1844), là một vị tướng người Pháp mà phần lớn binh nghiệp phục vụ trong quân đội Đế chế thứ nhất Pháp, làm tùy tướng của Napoléon trong một thời gian dài, và theo hầu vị hoàng đế trong những năm lưu đày cuối dời.
Ông sinh ở Châteauroux, Indre trong một gia đình tư sản. Khi Cách mạng Pháp bùng nổ, ông vừa kết thúc việc học tập ở trường quân sự quốc gia Prytanée, và tham gia vào quân đội như tình nguyện quân. Ông tham chiến trong Tập đoàn quân Ý (Armée d'Italie) dưới sự chỉ huy của Napoleon và tỏ ra xuất sắc trong trận Kim Tự Tháp. Được Napoleon biết đến, ông được phong đại tá (1798), chuẩn tướng, và sau trận Austerlitz thành trung tướng (aide-de-camp). Cuộc đời ông từ đó gắn chặt với Napoleon, người đặc biệt tin tưởng vào ông. Năm 1808 ông được ban tước bá tước và cuối năm 1813 ông trở thành Đại nguyên soái của Cung điện (Grand Maréchal du Palais). Chính Bertrand năm 1809 chỉ đạo việc xây cầu bắc mà nhờ đó quân Pháp qua được sông Danube và chiến thắng trận Wagram. Năm 1811, Hoàng đế bổ nhiệm Bertrand làm thống đốc các tỉnh Illyria và trong chiến dịch ở Đức năm 1813, ông chỉ huy quân đoàn IV tham gia các trận Grossbeeren, Dennewitz và Leipzig. Trong trận Leipzig khi Pháp đại bại, chính nhờ sự nhanh nhạy của ông mà quân đội Pháp không bị hủy diệt hoàn toàn. Ông đồng hành cùng Napoleon đi đày ở Elba năm 1814, rồi trở lại năm 1815 và giữ một vị trí chỉ huy trong trận Waterloo và sau thất bại, lại theo tới đảo Saint Helena. Bị kết án tử hình bởi nhà Bourbon năm 1816, ông không trở về Pháp cho đến khi Napoleon qua đời năm 1821. Vua Louis XVIII ân xá và cho phép ông giữ lại quân hàm. Ông được bổ nhiệm lãnh đạo trường École Polytechnique, được bầu làm hạ nghị sĩ năm 1830 tới 1834. Năm 1840 ông được chọn để tháp tùng Hoàng tử de Joinville (con trai vua Louis-Philippe tới St. Helena để khai quật và đưa di hài của Napoleon về Pháp, một chuyến đi nổi tiếng được biết dưới tên retour des cendres.
Ông mất ở quê hương ngày 31 tháng 1 năm 1844 và được an táng tại Cung Invalides, nơi cũng đặt thi hài vị Hoàng đế của ông.
Alexandre Dumas (1802-1870) đã đề cập tới Bertrand trong các trang đầu của cuốn tiểu thuyết nổi tiếng "Bá tước Monte Cristo".